# Lillsjön (Fliseryds socken, Småland)
Lillsjön är en våtmark, tidigare sjö i Mönsterås kommun i Småland och ingår i Emåns huvudavrinningsområde.